# 中島千晶
中島 千晶（なかしま ちあき、12月28日 - ）は、岡山県倉敷市出身のグループ トーキング・アイに所属するフリーアナウンサー。川崎医療福祉大学卒業。

## 人物
特技は弓道。
歌手、モデル、女優の中島ちあきの本名（ただし、こちらは「なかじま」と読む）と一緒であるが、同姓同名の別人であり、まったく関係がない。
度々間違われるが中島の読みは「なかじま」ではなく、濁らずに「なかしま」である。この読み方を珍しがる人が多いが、彼女の出身地である岡山県を始め、中国地方・九州地方では多い姓である。同じく岡山県出身のテレビせとうちのアナウンサーの中島有香、鹿児島県出身の歌手の中島美嘉、福岡県出身のカンニングの中島忠幸、福岡県出身の野球選手の中島俊哉も同じく「なかしま」と読む。
2008年1月 - 6月は産休期間中のため番組を一時期降板していたが、2008年7月より復帰した。2010年7月より再度産休期間となったため番組を降板した。

## 担当番組
現在
- 得ナウ！

過去
- ザニュースTSC
  - 月・火・水曜担当キャスター（ - 2007年12月）
  - 木・金曜担当キャスター（2008年7月3日 - 2010年3月26日）
- せとうちパレット930 - 水・木・金曜キャスター（2010年4月7日 - 6月30日）